# 1985 في التلفزيون البريطاني
هذه قائمة بالأحداث المتعلقة التي حدثت بالتلفزيون البريطاني منذ عام 1985 م.

## الأحداث

### يناير
- 1 يناير -
  - تشمل أبرز أحداث يوم رأس السنة الجديدة على قناة BBC1 فيلم الحرب العالمية الثانية The Guns of Navarone ، ومسرحية Alan Ayckbourne Absurd Person Singular.[1]
  - القناة الرابعة تبث منذ عشرين عامًا اليوم ، وهي ليلة مخصصة للاحتفال بالستينيات.
  - يتم نقل Brookside من الأربعاء إلى الاثنين مما يعني أنه يمكن الآن رؤية الصابون يومي الاثنين والثلاثاء.
- 2 كانون الثاني (يناير) - بدأت القناة الرابعة بث المسلسل الشهير A Woman of Substance ، وهو مسلسل قصير مبني على الرواية التي تحمل الاسم نفسه للكاتبة Barbara Taylor Bradford . يُعرض المسلسل على مدار ثلاث ليالٍ متتالية، ويستقطب جمهورًا يبلغ 13.8 مليون مشاهد، وهو الأكبر حتى الآن.[2]
- من 3 إلى 6 كانون الثاني (يناير) - تم إغلاق آخر أجهزة إرسال تلفزيونية ذات تردد عالٍ من 405 خطًا في المملكة المتحدة مع عمليات إرسال في 405 خطوط تنتهي في اسكتلندا في الرابع.
- 4 كانون الثاني (يناير) - حققت القناة الرابعة أعلى نسبة مشاهدة على الإطلاق حيث استقبل 13.8 مليون مشاهد الجزء الأخير من المسلسل الصغير A Woman of Substance .
- 7 كانون الثاني (يناير) - أنهت بي بي سي تجربتها بالبث المسائي، واعتبارًا من هذا التاريخ، تُعرض صفحات بعد الظهر من سيفاكس على BBC1 بين نهاية برامج وقت الغداء وبداية برامج الأطفال، وتُعرض صفحات BBC2 Ceefax بشكل مستمر بين الساعة 9 صباحًا و 5.25 مساءً بصرف النظر عن عندما يكون Daytime on Two في الموسم وعندما يتم عرض الأحداث الرياضية.
- 11 يناير - BBC2 تظهر فيكتوريا وود لأول مرة على شاشة التلفزيون.[3]
- 18 كانون الثاني (يناير) - الظهور الأول لمسرحية The Practice ، وهي دراما طبية تُعرض مرتين في الأسبوع بهدف أن تصبح ثاني صابون في غرناطة يتم إنتاجه لشبكة ITV. لكن أرقام المشاهدة ليست صحية كما كان مأمولًا، وتنتهي السلسلة الأولى في مايو. يعود لسلسلة ثانية في عام 1986 قبل أن يتم استبعاده.
- 20 يناير - المسرحية الهزلية التلفزيونية الأمريكية The Cosby Show تُذاع في المملكة المتحدة لأول مرة.
- 23 يناير - تم بث مناظرة في مجلس اللوردات على التلفزيون لأول مرة.[4]
- كانون الثاني (يناير) - أبرمت قناة Thames Television صفقة مع موزعين دوليين لشركة الإنتاج الأمريكية Lorimar لشراء حقوق البث في المملكة المتحدة للدراما الأمريكية Dallas ، وبالتالي أخذها من BBC وخرق اتفاق السادة بين BBC و ITV بعدم صيد العروض المستوردة لبعضهما البعض. دفعت التايمز 55 ألف جنيه إسترليني لكل حلقة مقارنة بـ 29 ألف جنيه إسترليني دفعتها بي بي سي. أدانت كل من بي بي سي وشركات آي تي في الأخرى الصفقة، التي تخشى أن تصطاد بي بي سي وارداتها انتقاما، وتدفع الأسعار إلى الارتفاع.[5] رداً على صفقة التايمز، تخطط بي بي سي لتأجيل إرسال الحلقات الموجودة لديهم بالفعل حتى تتعارض مع الحلقات التي تعرضها التايمز. في النهاية، ومع ذلك، فإن الضغط من العديد من شركات ITV (وخاصة تلفزيون يوركشاير) إلى هيئة الإذاعة المستقلة يجبر التايمز على بيع المسلسل مرة أخرى إلى بي بي سي في حيرة. أدى الجدل إلى استقالة بريان كوجيل، العضو المنتدب لشركة التايمز، الذي يشعر أن مجلس الإدارة لم يدعمه؛ يترك الشركة في يوليو.[6] [7]

### فبراير
- 4 فبراير - الدراما البوليسية الأمريكية Miami Vice تقدم أول ظهور لها على التلفزيون البريطاني على قناة BBC1 ، مع الحلقة الطويلة " Brother's Keeper ".[8]
- 12 فبراير - لأول مرة من التلفزيون، وثلاثة عشر جزءا غرناطة سلسلة وثائقية رواه إيان هولم أن يستكشف تاريخ التلفزيون.
- 16 فبراير - العرض الأول على التلفزيون البريطاني لجون لانديس 1981 الرعب / الكوميديا الكلاسيكية والمستذئب الأمريكي في لندن. يتم عرضه على BBC1.
- 18 فبراير - BBC1 يخضع لعملية إعادة إطلاق رئيسية. في الساعة 5.35 مساءً، ظهر رمز «كرة المرآة» الميكانيكي الأسطوري، المستخدم بأشكال مختلفة منذ عام 1969، للمرة الأخيرة في تناوب منتظم على BBC1 الوطني. يحل محلها COW (C omputer O riginated W orld ، كرة أرضية تم إنشاؤها بواسطة الكمبيوتر) لأول مرة في الساعة 7 مساءً. في نفس اليوم، حلت الرسومات التي تم إنشاؤها بواسطة الكمبيوتر محل خرائط الطقس المغناطيسية في جميع تنبؤات البي بي سي، وأعيد إطلاق البرنامج الحواري الذي يحمل اسم تيري ووجان كبرنامج مباشر لمدة ثلاث مرات في الأسبوع. يتم إطلاق EastEnders في اليوم التالي.
- 19 فبراير - عرض مسلسل EastEnders ، BBC1، على الهواء.[9]

### مارس
- 17 مارس - بدأت BBC2 عرضًا من جزأين لأغنية الجلاد ، وهو فيلم عن حياة القاتل غاري جيلمور، الذي طالب بتنفيذ حكم الإعدام في جريمتي قتل ارتكبهما في ولاية يوتا.[10] ويعرض الجزء الثاني من الفيلم يوم 24 مارس.[11]
- 19 مارس - بدأت BBC1 في عرض The Day the Universe Changed ، وهي سلسلة من عشرة أجزاء ينظر فيها مؤرخ العلوم جيمس بيرك في كيفية تشكيل التقدم في العلوم والتكنولوجيا المجتمع الغربي على مدى القرون الخمسة الماضية.[12]
- 29 مارس - يتم عرض Play School في فترة ما بعد الظهر للمرة الأخيرة.[13]
- 30 مارس - Doctor Who توقف بشكل غير متوقع بعد بث الجزء 2 من Revelation of the Daleks بسبب خلاف بين طاقم العرض ومراقب البي بي سي مايكل جراد، وهو منتقد سيئ السمعة للعرض؛ دكتور الذي سيستأنف البث في العام التالي.
- 31 مارس - بدأت قناة BBC2 في بث موسم من الأفلام من إخراج فرانسيس فورد كوبولا، بدءًا من ملحمة حرب فيتنام نهاية العالم الآن ، وهو فيلم مستوحى من رواية قلب الظلام لجوزيف كونراد. هذا هو العرض الأول لـ Apocalypse Now على التلفزيون البريطاني.[14]

### أبريل
- 1 أبريل - Bertha ، سلسلة رسوم متحركة أخرى من Woodland Animations (الفريق وراء Postman Pat)، ظهرت لأول مرة على BBC1.
- 15 أبريل - نقلت قناة تي في إيه إم بي بي سي إلى المحكمة العليا بعد بث مقابلة مع الأميرة مايكل من كنت دون إذنهم؛ يقول القاضي والتون أن هذا هو أبشع خرق لحقوق النشر.[بحاجة لمصدر]
- 28 أبريل - حصل نهائي بطولة العالم للسنوكر بين دينيس تايلور وستيف ديفيس على أعلى تصنيف على الإطلاق لـ BBC2 بلغ 18.5 مليون مشاهد. يستمر النهائي بعد منتصف الليل ويظل هذا البث رقمًا قياسيًا لجمهور ما بعد منتصف الليل في المملكة المتحدة.

### مايو
- 5 مايو - كجزء من احتفالات الذكرى الأربعين ليوم VE، تبث قناة ITV احتفالًا ملكيًا: 40 عامًا من السلام ، يضم موسيقى فنانين بريطانيين مثل لوني دونيغان، وبول جونز، وبريان بول، وجو براون، وواين فونتانا، ومارتي وايلد، وكليف ريتشارد.
- 8 مايو - يتم الاحتفال بالذكرى الأربعين ليوم VE من خلال قداس لإحياء الذكرى في وستمنستر أبي حضره السياسيون وأفراد العائلة المالكة؛ يتم بث الحدث على شاشة التلفزيون.[15]
- 11 مايو - اندلع حريق في ملعب Valley Parade في برادفورد خلال مباراة لكرة القدم بين برادفورد سيتي ولينكولن سيتي. تم تسجيل المباراة من قبل تلفزيون يوركشاير لإرسالها بعد ظهر يوم الأحد في برنامج كرة القدم الإقليمي The Big Match في اليوم التالي. تبث تغطية النيران بعد دقائق من الحدث على قناة ITV الرياضية الحية بعد ظهر السبت على برنامج World of Sport . كما ينقل المدرج الكبير في بي بي سي تغطية حية للحريق.
- 29 مايو - كارثة استاد هيسيل على الهواء مباشرة من قبل BBC1 ؛ في نهائي كأس أوروبا في بروكسل، بلجيكا، بين ليفربول ويوفنتوس، قُتل 39 من مشجعي يوفنتوس عندما انهار جدار أثناء أعمال شغب في ملعب هيسيل.
- مايو - TSW تكشف عن نسخة محوسبة من هويتها.[16]

### يونيو
- 5 يونيو - الحلقة الأولى من بولمان تبث.
- 12 يونيو - ديفيد دونداس، الذي قام بتأليف موضوع القناة الرابعة، يفوز بمعركة قانونية للاحتفاظ بجميع حقوق الموسيقى، و 1000 جنيه إسترليني في الأسبوع من الإتاوات.
- 21 يونيو - تبث القناة الرابعة أوروبا في حفل موسيقي ، وهو تسلسل من العروض الكلاسيكية مدته ثلاث ساعات ونصف الساعة قدمه بيتر سيسونز.

### يوليو
- 4 يوليو - الظهور الأول لمسلسل Tandoori Nights ، وهو مسلسل هزلي عن المطاعم الهندية المنافسة في Brick Lane في لندن من بطولة سعيد جافري، وأول كوميديا آسيوية على القناة الرابعة.
- 6 يوليو - لأول مرة على الإطلاق على التلفزيون البريطاني، يبدأ البث الكوميدي الأمريكي Family Ties على القناة الرابعة.
- 7 يوليو - الظهور الأول على قناة BBC1 لمسلسل The Rock 'n' Roll Years ، وهو مسلسل يبحث في الموسيقى والأحداث في عام معين، بدءًا من عام 1956.[17]
- 13 يوليو - أقيمت حفلات موسيقى البوب Live Aid في فيلادلفيا ولندن وبثها التلفزيون في جميع أنحاء العالم. تم جمع أكثر من 50 مليون جنيه إسترليني للإغاثة من المجاعة في إثيوبيا.[18]
- 14 يوليو - أطلقت الوكالة الدولية للطاقة الذرية كبرنامج مستقل [19] بعد أن كانت في السابق جزءًا من برامج المجلات الإخبارية وقت الشاي على الصعيد الوطني وستين دقيقة .
- 27 يوليو - قناة BBC2 تبث "Blues Night"، وهو حلبة خاص مخصص لموسيقى البلوز، ويضم فنانين من هذا النوع، بما في ذلك Sonny Boy Williamson وBB King وBlind John Davis و Big Bill Broonzy.[20]
- 30 يوليو - الظهور الأول لسلسلة ثقافة موسيقى البوب بلا حدود على BBC2.[21]
- 31 يوليو -
  - أعلنت البي بي سي أنها سحبت فيلمًا وثائقيًا على حافة المشاكل ، في فيلم Real Lives strand حيث أجرى المخرج فنسنت هانا مقابلة مع مارتن ماكجينيس من مسلسل Sinn Féin وزوجته. أدى الإعلان إلى إضراب ليوم واحد من قبل أعضاء الاتحاد الوطني للصحفيين، وإلغاء الحظر في نهاية المطاف. سيتم عرض نسخة معدلة قليلاً من البرنامج في أكتوبر. يضر الجدل بالمدير العام للأسدير ميلن، الذي استقال في النهاية من المنصب في عام 1987.[22]
  - لعبة الحرب ، التي صنعت لقناة بي بي سي The Wednesday Play في عام 1965 ولكن تم حظر بثها في ذلك الوقت، تم عرضها أخيرًا على شاشة التلفزيون كجزء من موسم ما بعد القنبلة على قناة BBC2.[23]

### أغسطس
- أغسطس - بعد سلسلة من أعمال الشغب الكبيرة في كرة القدم والنزاع بين دوري كرة القدم والمذيعين حول الإيرادات، اختفت كرة القدم المتلفزة من الشاشات البريطانية حتى النصف الثاني من الموسم. الدرع الخيرية والمباريات الدولية هي المباريات الوحيدة التي يتم عرضها.
- 1 أغسطس - تكررت خيوط الحرب النووية الوثائقية على BBC2 كجزء من سلسلة After the Bomb.[24]
- 5 أغسطس - أطلقت Central Television حزمة عرض تقديمي جديدة ترى إعادة تصميم شعار القمر الخاص بها إلى شكل ثلاثي الأبعاد.
- 3 سبتمبر - BBC1 لالشرقيين التحركات 19:00 حتي 19:30 إلى الصدام مع تجنب Emmerdale مزرعة ITV، والتي تبث في موعدها 19:00 أيام الثلاثاء والخميس في العديد من المناطق ITV.
- 13 أغسطس - قناة ITV تبث الفيلم الأمريكي بين المجرات جريمة القتل في الفضاء . يعرض الفيلم بدون نهايته، وتقام مسابقة للمشاهدين للتعرف على القاتل (القتلة). يتم عرض الفيلم الختامي لمدة 30 دقيقة بعد بضعة أسابيع، مع القضاء على استوديو من المتسابقين واحدًا تلو الآخر حتى يحل الفائز اللغز بشكل صحيح. هناك جائزة قدرها 10000 جنيه إسترليني.
- 24 أغسطس - S4C تبث Helfa Drysor ، طيار لنسخة باللغة الويلزية من البحث عن الكنز على القناة الرابعة، مع Robin Jones و Sioned Maid لتولي أدوار كينيث كيندال وآنيكا رايس. لم يتم اختيار العرض لسلسلة، مما يجعل البرنامج مميزًا لمرة واحدة.[25]
- 30 أغسطس -
  - الظهور الأول «للمسلسل الدرامي المستمر» المشؤوم لغرناطة، سوق ألبيون . المسلسل - الذي تدور أحداثه في سوق في سالفورد ويقصد به أن يكون رفيقًا لشارع التتويج - ينتقده النقاد ويعاني من ضعف التصنيفات. تم استبعاده بعد عام.
  - يُذاع التقرير المالي في وقت الغداء خلال أيام الأسبوع، الذي يبث على BBC1 في لندن والجنوب الشرقي، للمرة الأخيرة قبل إطلاق نشرة إخبارية إقليمية في وقت الغداء للمشاهدين في منطقة جنوب شرق بي بي سي.
- 31 أغسطس - أطلق التليفزيون الإسكتلندي هوية جديدة تم إنشاؤها بواسطة الكمبيوتر.[26]

### سبتمبر
- 1 سبتمبر - الظهور الأول للمسلسل الدرامي Howards 'Way على BBC1.[27]
- 2 سبتمبر - يتم بث نشرة إخبارية إقليمية بعد Nine O'Clock News لأول مرة.[28]
- 7 سبتمبر - مسلسل مغامرات الخيال العلمي الأمريكي Otherworld يظهر لأول مرة على التلفزيون البريطاني في منطقة HTV . تم بث المسلسل من قبل مناطق Anglia وBorder و Central و Grampian وGranada اعتبارًا من 2 نوفمبر 1985، حيث بدأت معظم الشركات الأخرى في عرضها في عام 1986 (باستثناء Thames / LWT التي لم يتم بثها مطلقًا).
- 8 سبتمبر - يتم إغلاق BBC1 (وإن كان ذلك منذ عام 1983 مع بث صفحات من Ceefax) صباح يوم الأحد للمرة الأخيرة اعتبارًا من العام المقبل، يتم عرض التكرارات خلال فترة العطلة الصيفية السنوية لتعليم الكبار صباح الأحد.
- 9 سبتمبر - عرض الأطفال في بي بي سي لأول مرة على قناة بي بي سي 1.[29]
- 10 سبتمبر - آي تي في تبث مباراة ويلز ضد اسكتلندا في تصفيات كأس العالم من نينيان بارك في كارديف. المباراة - التي أقيمت على خلفية تصاعد أعمال الشغب في كرة القدم - اشتهرت بوفاة مدرب اسكتلندا جوك شتاين، الذي انهار قبل وقت قصير من تأمين اسكتلندا مكانها في كأس العالم 1986 .
- 15 سبتمبر - قناة ITV تبث جريمة القتل في الفضاء: الحل ، حيث تم أخيرًا حل لغز جريمة قتل الخيال العلمي.
- 22 سبتمبر - تحتفل القناة الرابعة بمرور 30 عامًا على ITV مع أمسية لبرامج ITV الكلاسيكية.
- 27 سبتمبر - بدأت EastEnders البث على TVNZ في نيوزيلندا، مما جعل نيوزيلندا أول دولة خارج المملكة المتحدة تبث المسلسل.
- 28 سبتمبر - بعد 20 عامًا، تم بث برنامج «عالم الرياضة» الرياضي «عالم الرياضة» على قناة ITV للمرة الأخيرة.

### أكتوبر
- 2 أكتوبر - ذكرت صحيفة التايمز أن Thames Television قد دفع لـ BBC 300000 جنيه إسترليني كتعويض عن التكاليف الإضافية التي دفعها مقابل حلقات جديدة من دالاس.[30]
- 3 أكتوبر - انتقل رولاند رات، القارض الدمية الذي أنقذ تلفزيونًا مريضًا في عام 1983، إلى بي بي سي. وتعليقًا على هذه الخطوة، قال: «لقد أنقذت برنامج TV-am وأنا الآن هنا لإنقاذ البي بي سي.» [31]
- 5 أكتوبر - يتم عرض أول سباق خيل في نهاية الأسبوع على القناة الرابعة.
- 28 أكتوبر - يلقي فيلم وثائقي في سلسلة World in Action التابعة لـ ITV بظلال من الشك على الأدلة المستخدمة لإدانة برمنغهام ستة في تفجيرات برمنغهام عام 1974.[32]

### نوفمبر
- 11 نوفمبر - يتم الاحتفال بالحلقة رقم 1000 من Emmerdale Farm ، والتي يتم بثها في اليوم التالي، بغداء خاص حضرته الأميرة مايكل من كينت. لم تتعرف على أي من أعضاء فريق التمثيل، فقد اعترفت لاحقًا بأنها لم تشاهد العرض أبدًا.
- 14 نوفمبر - إصدار خاص من Tomorrow's World يفحص مدى فعالية مبادرة الدفاع الاستراتيجي المقترحة (حرب النجوم) في تدمير أي أسلحة نووية تُطلق في الولايات المتحدة.[33]

### ديسمبر
- 6 كانون الأول (ديسمبر) - قناة BBC1 تبث فيلم John Lennon: A Journey in the Life ، خاص لكل رجل بمناسبة الذكرى الخامسة لمقتل جون لينون . يشتمل البرنامج على لقطات أرشيفية للينون، ودراما لأجزاء من حياته، ومساهمات من بعض أصدقائه.[34]
- 9 ديسمبر - الذكرى السنوية الخامسة والعشرون للحلقة الأولى من شارع التتويج .
- 22 ديسمبر - بعد أن تم بثه كل وقت شاي يوم الأحد منذ إطلاق BBC2 في عام 1964، يتم بث News Review للمرة الأخيرة. تم استبداله في العام الجديد بـ NewsView ، نشرة مساء السبت المبكرة تجمع بين أخبار اليوم وإلقاء نظرة على أخبار الأسبوع.
- 25 ديسمبر -
  - ومن أبرز يوم عيد الميلاد على BBC1 العرض الأول ل جيم هنسون الصورة الدمى الأطفال ، و وجان الخاصة التي تيري ووجان يسافر إلى دنفر إلى مقابلة الفاعلين الذين يصورون أعضاء الأسرة كارينغتون من الصابون الولايات المتحدة اسرة.[35] يظهر Roland Rat أيضًا في جدول عيد الميلاد مع Roland's Yuletide Binge ، وهو برنامج ترفيهي عام يضم ضيوفًا من بينهم راسل جرانت وفرانكي هوورد وجان ليمينج وإيان مكاسكيل وبيريل ريد وفاليري سينجلتون.[36]
  - Minder on the Orient Express ، وهي حلقة طويلة من المسلسل التلفزيوني Minder ، تستقبل أول ظهور تلفزيوني لها في المملكة المتحدة باعتباره أبرز جدول يوم عيد الميلاد في ITV.[37]
- 26 ديسمبر -
  - تشمل أبرز أحداث Boxing Day على قناة BBC1 Tenko Reunion ، وهي حلقة طويلة من Tenko تجمع شمل الممثلين في قصة تم تعيينها بعد خمس سنوات من المسلسل الأصلي.[38]
  - تشمل أبرز أحداث يوم الملاكمة على قناة ITV العرض التلفزيوني البريطاني الأول لفيلم الإثارة السياسي Who Dares Wins لعام 1982، وبطولة لويس كولينز، وجودي ديفيس، وإدوارد وودوارد، وريتشارد ويدمارك.
- 29 ديسمبر - BBC1 تبث العرض التلفزيوني البريطاني الأول لسيرة حياة غاندي الحائزة على 8 جوائز أوسكار لريتشارد أتينبورو بطولة بن كينغسلي
- 30 ديسمبر - احتفلت القناة الرابعة بعيد ميلاد تلفزيون غرناطة الثلاثين مع أمسية من البرامج من الستينيات، بما في ذلك Bootsie و Snudge ومجموعة من From the North .
- 31 كانون الأول (ديسمبر) - تشمل أبرز الأحداث في ليلة رأس السنة الجديدة على قناة BBC1 فيلم "ذهب مع الريح" ، و The Magnificent Seven ، ونسخة من The Browning Version لتيرينس راتيجان مع إيان هولم، بينما رحب تيري ووجان عام 1986 من مركز تلفزيون بي بي سي.[39]

### مجهول
- توصلت قناة London Weekend Television إلى اتفاقية مع TVS للمساعدة في ملء جداولها ببرامج منتجة محليًا دون الحاجة إلى زيادة ميزانيتها. يساعد هذا TVS في الحصول على المزيد من برامجها على شبكة ITV.[40]

## لأول مرة

### بي بي سي الأولى
- 2 يناير - وين وبنكوفسكي
- 3 يناير - دوغتانيان وكلاب المسك الثلاثة (1981-1982)
- 6 يناير - أوراق بيكويك (1985)
- 10 يناير - تشارترز وكالديكوت (1985)
- 4 فبراير - نائب ميامي (1984-1989)
- 5 فبراير - Maelstrom (1985)
- 19 شباط (فبراير) - EastEnders (1985 إلى الوقت الحاضر)
- مارس - إغاثة كوميدية (1985 إلى الوقت الحاضر)
- 12 مارس - من سيدي؟ يا سيدي؟ (1985)
- 15 مارس - بداية متأخرة (1985)
- 19 مارس - اليوم الذي تغير فيه الكون (1985)
- 21 مارس - استيقظت ذات صباح (1985-1986)
- 1 أبريل - بيرثا الآلة (1985-1986)
- 3 نيسان - البسكيتس (1983-1984)
- 15 أبريل - ثلاثة أب، اثنان أسفل (1985-1989)
- 10 مايو - المخبر (1985)
- 17 مايو - كاتشورد (1985-1995)
- 10 يونيو - القبول Our شارع (1985-1986)
- 24 يوليو - سقط النمر (1985)
- 1 سبتمبر -
  - طريق هواردز (1985-1990)
  - في المرض والصحة (1985-1992)
- 3 سبتمبر - مدمنو Telly (1985-1998)
- 9 سبتمبر - CBBC على بي بي سي وان (1985-2012)
- 10 سبتمبر - الشاشة الأولى (1985-2002)
- 27 سبتمبر - الجمعة فيلم خاص (1985-1989)
- 1 أكتوبر - المجرات الراكضة! (1985-1986)
- 13 أكتوبر - أوليفر تويست (1985)
- 17 أكتوبر - العائلات السعيدة (1985)
- 21 أكتوبر - ماستر تيم (1985-1987)
- 4 نوفمبر - Fingermouse (1985)
- 7 تشرين الثاني (نوفمبر) - أوليسيس 31 (1981-1982)
- 11 تشرين الثاني (نوفمبر) - جوني بريجز (1985-1987)
- 12 تشرين الثاني (نوفمبر) - عقد الصفحة الخلفية (1985-1986)
- 25 ديسمبر - Muppet Babies (1985-1991)

### بي بي سي الثانية
- 6 يناير - الشاشة الثانية (1985-1998)
- 9 يناير - آنا الخمس مدن (1985)
- 11 يناير - فيكتوريا وود كما يظهر على شاشة التلفزيون (1985-1987)
- 17 كانون الثاني (يناير) The Mistress (1985-1987)
- 6 فبراير - Blott on the Landscape (1985)
- 12 فبراير - بالداخل بالخارج (1985)
- 26 مارس - أوسكار (1985)
- 10 أبريل - كئيب هاوس (1985)
- 11 يونيو - موسم الصيف (1985)
- 30 يوليو - بلا حدود (1985-1987)
- 12 أغسطس - أخي جوناثان (1985)
- 30 أغسطس - Cool It (1985-1990)
- 15 سبتمبر - ليلة المسرح (1985-1990)
- 23 سبتمبر - العطاء هي الليلة (1985)
- 4 نوفمبر - حافة الظلام (1985)
- 7 نوفمبر - الحرير الأسود (1985)
- 12 نوفمبر - روابط الدم (1985)

### بي بي سي ألبا
- 17 أكتوبر - ديتمان (1985 حتى الآن)

### آي تي في
- 2 يناير - الأحجار الكريمة (1985-1988)
- 3 يناير -
  - الرجل الأخضر الصغير (1985)
  - القطار الليلي إلى القتل (1985)
- 6 يناير - قضية بيدربيك (1985)
- 7 يناير -
  - أطفال Chocky's (1985)
  - منزل كامل (1985–1986)
  - تتحرك (1985)
- 9 يناير - مذكرات ليتون (1985-1986)
- 11 يناير- ديمبسي وماكيبيس (1985-1986)
- 18 يناير -
  - المكان الأخير على الأرض (1985)
  - الممارسة (1985-1986)
- 20 يناير - سوبرجران (1985-1987)
- 18 فبراير - دودجر وبونزو والباقي (1985-1986)
- 20 فبراير - يأتي وقت (1985)
- 25 فبراير - يتدحرج بيتهوفن (1985)
- 26 فبراير - عطلة بوسمان (1985-1993)
- 28 فبراير - ستريت هوك (1985)
- 3 أبريل - عالم القوى الغريبة لآرثر سي كلارك (1985)
- 4 أبريل -
  - حكايات فوكس (1985)
  - تي باغ (1985-1992)
- 12 أبريل - CATS Eyes (1985-1987)
- 16 أبريل - لعبة الحائط (1985)
- 19 نيسان (أبريل) - موطن رووست (1985-1990)
- 27 أبريل - Crosswits (1985-1998)
- 1 مايو - حكايات من حديقة فات توليب (1985-1987)
- 13 مايو - اتصالات (1985-1990)
- 26 مايو - كوني (1985)
- 26 مايو - موغ (1985-1986)
- 3 يونيو - حرب جيني (1985)
- 5 يونيو - بولمان (1985-1987)
- 28 يونيو - مارجوري والرجال (1985)
- 28 يونيو - وهناك المزيد (1985-1988)
- 10 يوليو - الجانب المضحك (1985)
- 2 أغسطس - مرتفع وجاف (1985-1987)
- 6 أغسطس - مقتل رجل معتدل (1985)
- 13 أغسطس - جريمة قتل في الفضاء (1985)
- 30 أغسطس -
  - سوق البيون (1985–1986)
  - دروموندس (1985-1987)
  - جنوب الحدود (1985)
- 2 سبتمبر - She-Ra: Princess of Power (1985-1986)
- 3 سبتمبر - Crosswits (1985-1998)
- 4 سبتمبر - الإخوة ماكجريجور (1985)
- 5 سبتمبر - أطفال نجم الكلب (1984)
- 7 سبتمبر - عالم آخر (1985)
- 14 سبتمبر - The Gummi Bears (1985-1993)
- 16 سبتمبر - مذكرات أدريان مول السرية (1985)
- 19 سبتمبر - The Giddy Game Show (1985–1987)
- 23 سبتمبر - من القمة (1985–1986)
- 26 سبتمبر - هم ونحن (1985)
- 3 أكتوبر - Puddle Lane (1985-1989)
- 5 تشرين الأول (أكتوبر) - سانت وغريفسي (1985-1992)
- 23 أكتوبر - الفتيات في القمة (1985-1986)
- 1 تشرين الثاني (نوفمبر) - لم تكن والدتك تحب ذلك (1985-1988)
- 10 نوفمبر - البنسات الذهبية (1985)
- 11 تشرين الثاني (نوفمبر) - الاضطرابات والفتن (1985-1986)
- 12 نوفمبر - قلب البلد المرتفع (1985)
- 13 نوفمبر - الاسم المستعار المهرج (1985-1986)
- 17 نوفمبر - الرومانسية على قطار الشرق السريع
- 30 نوفمبر -
  - وقت القتل (1985)
  - نسخ القطط (1985-1987)
  - التاريخ الأعمى (1985-2003 ، 2017 حتى الآن)
- 26 ديسمبر - آلة النكتة (1985-1986)
- 30 ديسمبر - الكل بحسن نية (1985-1988)

### القناة 4
- 2 يناير -
  - امرأة من الجوهر (1985)
  - الأميرة سارة (1985)
- 10 يناير - السعر (1985)
- 12 يناير - ساترداي لايف (1985-1988)
- 14 كانون الثاني (يناير) - الغرباء القريبون (1985-1987)
- 17 يناير - الاعتداء على المكسرات (1985)
- 6 أبريل - عرض Max Headroom (1985-1987)
- 12 أبريل - ECT (1985)
- 14 أبريل - ماب ولوسيا (1985-1986)
- 15 أبريل - أفضل أصدقاء مان (1985)
- 9 مايو - الجانب المشرق (1985)
- 4 يوليو - ليالي التندوري (1985-1987)
- 6 يوليو - الروابط العائلية (1982-1989)
- 6 أكتوبر - برنامج بوب (1985-1988)

### قناة الأطفال
- مجهول -
  - فولترون: المدافع عن الكون (1984-1985)
  - هيثكليف وكاتيلاك كاتس (1984-1986)
  - روكي هولو (1985)

### قناة سكاي
- غير معروف - Fun Factory (1985-1994)

## القنوات

### قنوات جديدة
| تاريخ     | قناة                            |
| --------- | ------------------------------- |
| 2 يونيو   | المرآة                          |
| سبتمبر    | قناة الفيديو المنزلية           |
| 30 أكتوبر | أسلوب الحياة                    |
| 31 ديسمبر | Bravo (قناة تلفزيونية بريطانية) |

### القنوات البائدة
| تاريخ   | قناة         |
| ------- | ------------ |
| 2 يونيو | شبكة الترفيه |

## برامج تلفزيونية

### تغييرات الانتماء إلى الشبكة
| عروض     | انتقل من | انتقل إلى    |
| -------- | -------- | ------------ |
| برج      | ITV      | قناة الأطفال |
| فلينستون | ITV      | BBC1         |

### العودة ذاك العام بعد انقطاع لمدة عام أو أكثر
- ذا جيتسونز (1962-1963، 1985-1987)
- مفتوح كل الساعات (BBC2 1976، BBC1 1981–1982، 1985 ، 2013)
- آسف! (1981–1982، 1985–1988)

## البرامج التلفزيونية المستمرة

### عشرينيات القرن الماضي
- بي بي سي ويمبلدون (1927-1939، 1946-2019، 2021 حتى الآن)

### الثلاثينيات
- سباق القوارب (1938-1939، 1946-2019)
- بي بي سي للكريكيت (1939، 1946-1999، 2020-2024)

### الأربعينيات
- تعال للرقص (1949-1998)

### الخمسينيات
- بانوراما (1953 حتى الآن)
- ماذا تقول الأوراق (1956-2008)
- السماء في الليل (1957 إلى الوقت الحاضر)
- بلو بيتر (1958 إلى الوقت الحاضر)
- المدرج (1958-2007)

### الستينيات
- شارع التتويج (1960 إلى الوقت الحاضر)
- أغاني التسبيح (1961 - حتى الآن)
- دكتور هو (1963-1989، 2005 حتى الآن)
- العالم في العمل (1963-1998)
- توب أوف ذا بوبس (1964-2006)
- مباراة اليوم (1964 حتى الآن)
- مفترق طرق (1964-1988، 2001-2003)
- مدرسة اللعب (1964-1988)
- السيد والسيدة (1964-1999)
- Jackanory (1965-1996، 2006 حتى الآن)
- سبورتس نايت (1965-1997)
- اتصل بي بلاف (1965-2005)
- برنامج المال (1966-2010)
- المباراة الكبيرة (1968-2002)

### السبعينيات
- اختبار صافرة غراي القديمة (1971-1987)
- The Two Ronnies (1971–1987، 1991، 1996، 2005)
- طاحونة بيبل آت ون (1972-1986)
- قوس قزح (1972-1992، 1994-1997)
- إميرديل (1972 حتى الآن)
- نيوزراوند (1972 حتى الآن)
- عطلة نهاية الأسبوع العالمية (1972-1988)
- نحن الأبطال (1973-1987)
- آخر نبيذ الصيف (1973-2010)
- هكذا الحياة! (1973-1994)
- أتمنى لو كنت هنا...؟ (1974-2003)
- أرينا (1975 إلى الوقت الحاضر)
- جيم سوف يصلحه (1975-1994)
- رجل واحد وكلبه (1976 إلى الوقت الحاضر)
- 3-2-1 (1978-1988)
- جرانج هيل (1978-2008)
- تيري ويون (1979-1987)
- البيت الصاخب (1979-1988)
- برج الكتاب (1979-1989)
- بلانكتي بلانك (1979-1990، 1997-2002)
- عرض بول دانيلز السحري (1979-1994)
- عرض التحف (1979 إلى الوقت الحاضر)
- وقت السؤال (1979 إلى الوقت الحاضر)

### 1980s
- كوكلشيل باي (1980-1986)
- الأطفال المحتاجون (1980 إلى الوقت الحاضر)
- هذا هو ابني (1981-1986)
- رازاماتاز (1981-1987)
- برجراك (1981-1991)
- "Allo" Allo! (1982-1992)
- ووغان (1982-1992)
- سوبر ستور السبت (1982-1987)
- الأنبوب (1982-1987)
- بروكسايد (1982-2003)
- العد التنازلي (1982 إلى الوقت الحاضر)
- لنتظاهر (1982-1988)
- رقم 73 (1982-1988)
- Timewatch (1982 إلى الوقت الحاضر)
- حق الرد (1982-2001)
- المفتش جادجيت (1983-1986)
- بنانمان (1983-1986)
- Just Good Friends (1983-1986)
- المعيلون (1983-1986)
- فيليب مارلو، عين خاصة (1983-1986)
- وقت الإفطار (1983-1989)
- دراماراما (1983-1989)
- لا تنتظر (1983-1990)
- صباح الخير بريطانيا (1983-1992)
- الثلاثاء الأول (1983-1993)
- الطريق السريع (1983-1993)
- الأفلام (1983-1993، 1994-1995، 1997، 2000-01، 2012)
- روبن شيروود (1984-1986)
- باب المصيدة (1984-1986)
- نحن نحب التلفزيون (1984-1986)
- كيف تجرؤ (1984-1987)
- سنوركس (1984-1988)
- دوائر متناقصة باستمرار (1984-1989)
- وايد ويك كلوب (1984-1992)
- بوب فول هاوس (1984-1990)
- صورة البصق (1984-1996)
- مشروع القانون (1984-2010)
- Thomas the Tank Engine & Friends (1984 إلى الوقت الحاضر)
- سباق القناة الرابعة (1984-2016)

## إنتهت في عام 1985
- 26 يناير - سفينة السبت الفضائية (1984-1985)
- 1 مارس - Finders Keepers (1981–1985)
- ١ أبريل - هل يتم تقديم الخدمة لك؟ (1972-1985)
- 19 أبريل - Odd One Out (1982-1985)
- 31 مايو - ثروات العائلة (1980-1985 ، 1987-2002، 2006-2015، 2020 إلى الوقت الحاضر)
- 24 يونيو - حرب جيني (1985)
- 13 يوليو - الكوميديون (1971-1985)
- 24 أغسطس - زجاجة بويز (1984-1985)
- 28 أغسطس - فري تايم (1981-1985)
- 28 سبتمبر - عالم الرياضة (1965-1985)
- 6 أكتوبر - مفتوح كل الساعات (1976، 1981-1982، 1985 ، 2013)
- 21 أكتوبر - مذكرات أدريان مول السرية (1985)
- 7 نوفمبر - فوق الفيل وجولة حول القلعة (1983-1985)
- 23 نوفمبر - لعبة من أجل الضحك (1981-1985)
- 19 ديسمبر - Murphy's Mob (1982-1985)
- 26 ديسمبر - تينكو (1981-1985)
- 31 ديسمبر -
  - جولييت برافو (1980-1985)
  - الأميرة سارة (1985)

## المواليد
- 24 يناير - جوزي جيبسون، مدرب شخصي إنجليزي ومقدم تلفزيوني
- 31 يناير - راسموس هارديكر، ممثل وممثل صوت
- 19 مارس - جيما كايرني، مقدمة برامج تلفزيونية وإذاعية ومصممة أزياء
- 26 مارس - الممثلة كيرا نايتلي
- 2 مايو - ليلي ألين، مغنية
- 28 مايو - كاري موليجان، ممثلة
- 15 يوليو - سارة جين كروفورد، مقدمة البرامج الإذاعية والتلفزيونية
- 22 يوليو - بليك هاريسون، ممثل
- 8 نوفمبر - جاك أوزبورن، ممثل
- 10 ديسمبر - الممثلة سكارليت بومان

## حالات الوفاة
| تاريخ     | اسم            | عمر | مصداقية سينمائية |
| --------- | -------------- | --- | ---------------- |
| 18 يناير  | ويلفريد برامبل | 72  | الممثل           |
| 5 أبريل   | آرثر نيجوس     | 82  | خبير التحف       |
| 14 أبريل  | نويل جوردون    | 65  | ممثلة            |
| 7 يونيو   | جوردون رولينجز | 59  | الممثل           |
| 23 نوفمبر | ليزلي ميتشل    | 80  | مذيع             |